# Potamotrygon hystrix
Potamotrygon hystrix, denominada comúnmente chucho pintado, raya brava o raya negra, es una especie del género de peces de agua dulce Potamotrygon, de la familia Potamotrygonidae en el orden de los Myliobatiformes. Habita en ambientes acuáticos en Sudamérica cálida. La mayor longitud que alcanza ronda los 40 cm con 15 kg de peso.

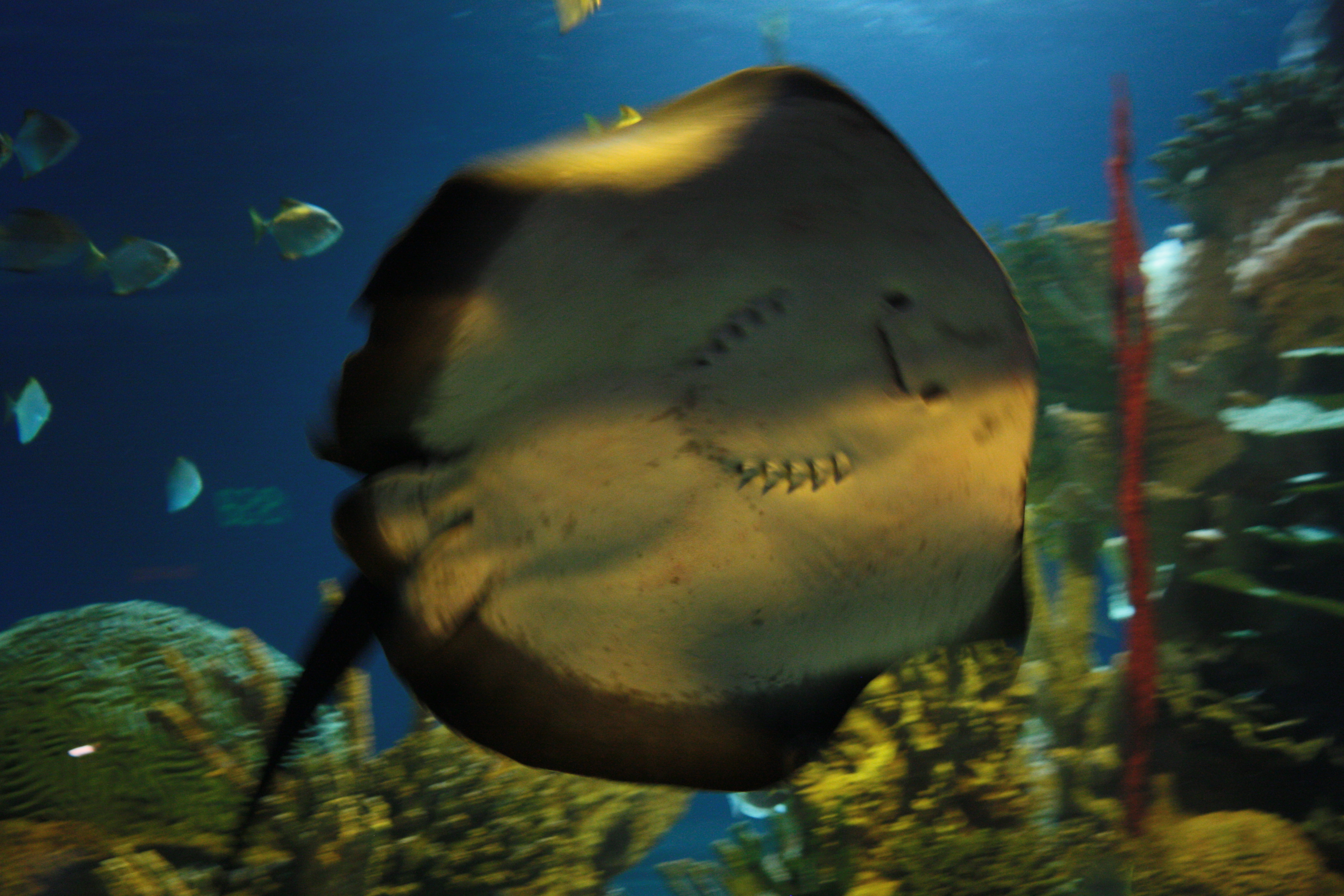
Potamotrygon hystrix.

## Características
P. hystrix tiene una cola equipada con una o más espinas que caen espontáneamente y se sustituyen 2 o 3 veces al año. Su estructura es similar a la de un diente y aparece como un cono de marfil cubierto con esmalte. Con ellas inflige heridas muy dolorosas, pues su columna vertebral está recubierta con un moco muy tóxico producido por las células de la piel. Tiene la cola más larga que el disco y presenta ocelos blancos.

## Taxonomía
Esta especie fue descrita originalmente en el año 1841 por los ictiólogos Johannes Peter Müller y Friedrich Gustav Jakob Henle.
Etimología
La etimología del término Potamotrygon viene del griego, donde potamos significa 'río', y trygon que significa 'raya picadora'. 
Localidad tipoBuenos Aires, Argentina.

## Distribución

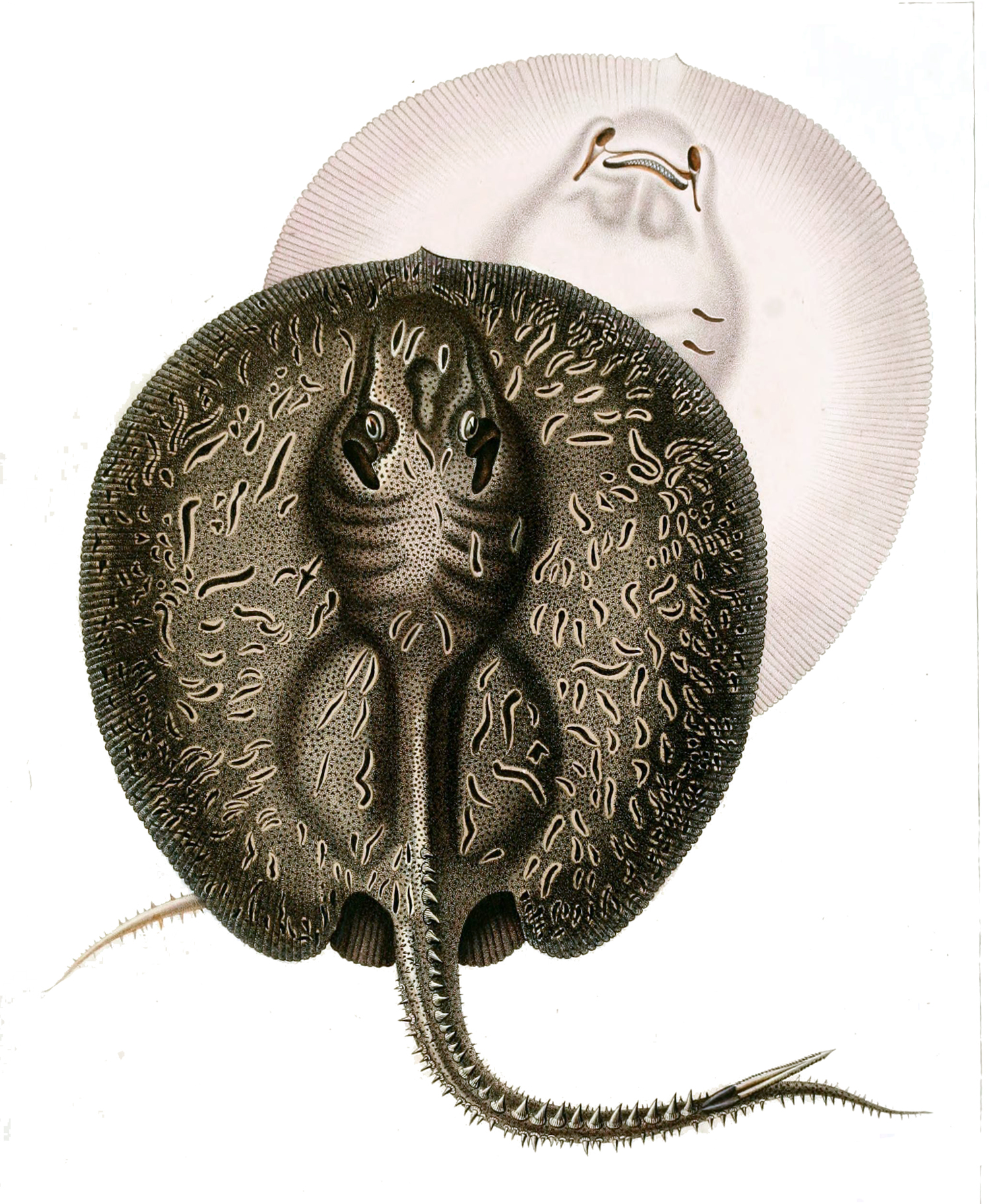
Potamotrygon hystrix.

Esta especie habita en la cuenca del Plata en el sur del Brasil, el nordeste de la Argentina, y Uruguay. De manera dudosa también fue citada para Venezuela y las Guayanas.

## Costumbres
Habita en el fondo limoso o arenoso de los ríos y arroyos, pasando fácilmente desapercibida gracias a su coloración críptica.
Como método de defensa, este pez está provisto de una fina y punzante espina situada sobre el dorso de la cola; cuando algún bañista accidentalmente la pisa, la raya arquea el cuerpo y su cola, para inmediatamente clavarle profundamente su aguijón en algún músculo de la pierna del desafortunado, lo que le producirá una herida ulcerante, de rebelde curación. Por esta razón es un animal odiado y temido. Los pobladores ribereños emplean técnicas para evitar los accidentes con este pez: la más común es azotar las aguas de un sector adecuado para el baño, empleando ramas o palos, con el objetivo de hacer huir a los posibles ejemplares que se encontrasen allí.
Se alimenta principalmente de otros peces a los que captura con la técnica del acecho, permaneciendo inmóvil y semienterrada a la espera del paso de alguna presa, la que será atacada por sorpresa.